# Copa de Licurgo

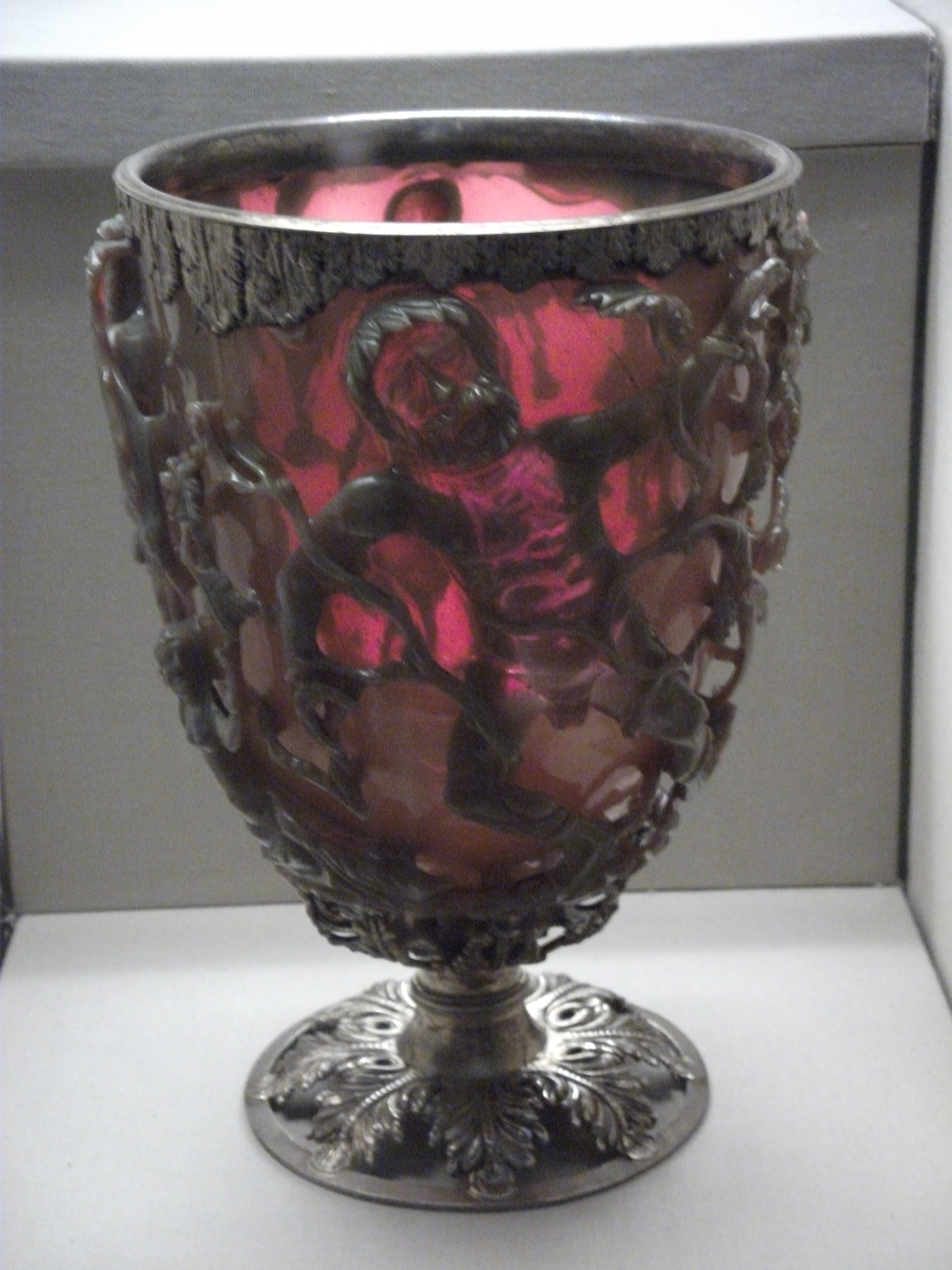
Aspecto de la copa de Licurgo al ser iluminada desde atrás.

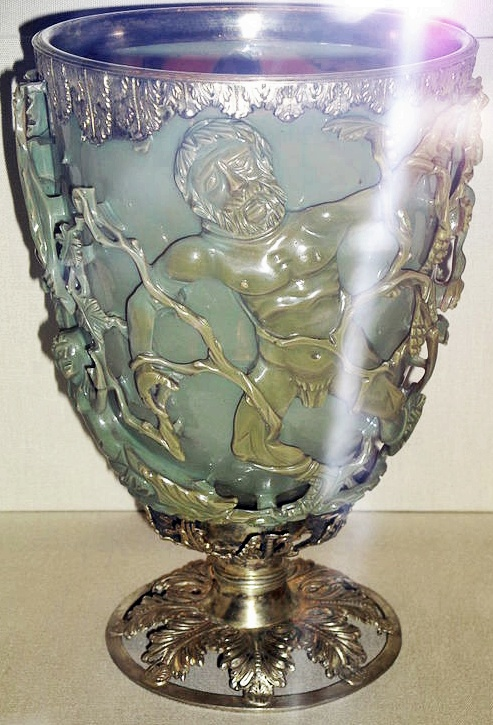
Fotografía con iluminación frontal y flash, la copa posee un tono verde que es el que toma cuando no hay luz que atraviese el vidrio.

La copa de Licurgo es una diatreta de vidrio romano del siglo IV que fue fabricada con un vidrio dicroico, que presenta diferentes colores dependiendo de si la luz pasa o no a través del mismo. El vidrio toma un tono rubí cuando la copa es iluminada desde atrás y verde cuando se la ilumina frontalmente. Es el único objeto completo de vidrio romano fabricado con este tipo de vidrio que se conserva, y el que presenta un cambio de color más notable; ha sido denominada "la pieza de vidrio más espectacular del período, con decoración abundante, que se sabe haya existido".
La copa también es un muy raro ejemplo de una copa en jaula romana, o diatretum, en la cual el vidrio ha sido cortado con gran esfuerzo y horadado para dejar una "jaula" decorativa en el nivel original de la superficie.  Numerosas partes de la jaula han sido eliminadas por completo. La mayoría de las copas en jaula tienen una jaula con un diseño geométrico abstracto, pero la copa de Licurgo posee una composición con figuras, que presenta al mítico rey Licurgo, quien (según sea la versión) intentó matar a Ambrosía, una seguidora del dios Dionisio (Baco para los romanos). Ella fue transformada en vid que se enredó sobre el rey y lo atenazó, hasta finalmente matarlo. En la copa se observa a Dionisio y dos de sus seguidores burlándose del rey. La copa es el "único ejemplo figurativo bien preservado" de una copa de jaula.

## Características

### El vidrio
El efecto dicroico se consigue mediante un vidrio al cual se le ha incorporado una pequeña cantidad de nanopartículas de oro y plata dispersas en forma coloidal en el vidrio.  No se conoce a ciencia cierta el proceso utilizado, y es probable que el mismo no fuera comprendido o controlado por los artesanos, y probablemente fue descubierto mediante la "contaminación" accidental del vidrio con polvo finamente molido de oro y plata. Es posible que los fabricantes del vidrio ni siquiera supieran que el oro desempeñaba algún rol, ya que las cantidades necesarias son minúsculas; el mismo puede haber sido aportado por las impurezas de oro contenidas en algo de plata que se pueda haber añadido (la mayoría de la plata romana contiene pequeñas proporciones de oro), o de trazas de oro o pan de oro dejado por accidente en el taller por otro trabajo. Los otros escasos fragmentos de vidrio dicroico romano que han sobrevivido presentan variaciones considerables entre los dos colores que se manifiestan.
La empresa Corning Glass Works ha producido un material con una composición química y una estructura interna similares, que ante iluminación frontal y posterior presentan el mismo "efecto Licurgo" de cambio entre el verde y el rubí que se observa en el material del que está construida la copa de Licurgo. El vidrio rubino oro o vidrio rubí dorado es parecido y mucho más común, si bien está fabricado con oro coloidal; solo presenta el color rojo.
A una mezcla convencional de vidrio romano se agregaban 330 partes por millón de plata y 40 de oro: "Estas partículas se precipitaron como coloides y forman una aleación plata-oro. Al ser observadas con luz reflejada las minúsculas partículas metálicas tienen apenas el tamaño suficiente para reflejar la luz pero sin eliminar la transmisión.  En el caso de luz transmitida las pequeñas partículas dispersan el extremo azul del espectro de manera más efectiva que la zona roja del espectro, por lo que la luz roja se transmite, y ese es el color que se observa.  Dado que es imposible que los artesanos romanos pudieran agregar cantidades tan pequeñas de plata y oro al volumen de vidrio necesario para fabricar una copa, es probable que ellos agregaran cantidades mayores a masas más grandes de vidrio fundido, y posteriormente la proporción era diluida agregando más vidrio."  Las partículas miden apenas unos 70 nanómetros, y se encuentran inmersas en el vidrio, por lo que no es posible observarlas mediante microscopia óptica, siendo necesario recurrir a un microscopio electrónico de transmisión. Por su tamaño se aproximan a la longitud de onda de la luz visible, y se produce un efecto de resonancia plasmónica de superficie.

### La copa
El interior de la copa es muy liso, pero en la parte posterior de las figuras principales el vidrio ha sido ahuecado, de manera significativa, reduciendo el espesor del vidrio de las figuras y produciendo un tono de luz uniforme al ser atravesado por la luz. Esta es una característica única entre las copas que han sobrevivido; Harden sugiere que esto puede haber sido producto de una elaboración posterior.  Una zona alrededor del torso de Licurgo posee un color diferente del color del resto del vidrio; tal vez producto de un descuido en la hechura, pero que fue aprovechada por el artesano del vidrio "de forma tal que pudo hacer que el enojo de Licurgo se destacara por el brillo intenso".  Luego de la prolongada etapa de corte del vidrio se realizaba el pulido fino para darle el aspecto final lo cual se realizaba mediante una técnica denominada "pulido con llama" en el cual se corría el riesgo de dañar de manera irremediable la pieza.  En 1995 se sugirió que para la fabricación de esta y otras copas jaula se había utilizado una mezcla de molde y cortado, pero la idea no tuvo gran aceptación.

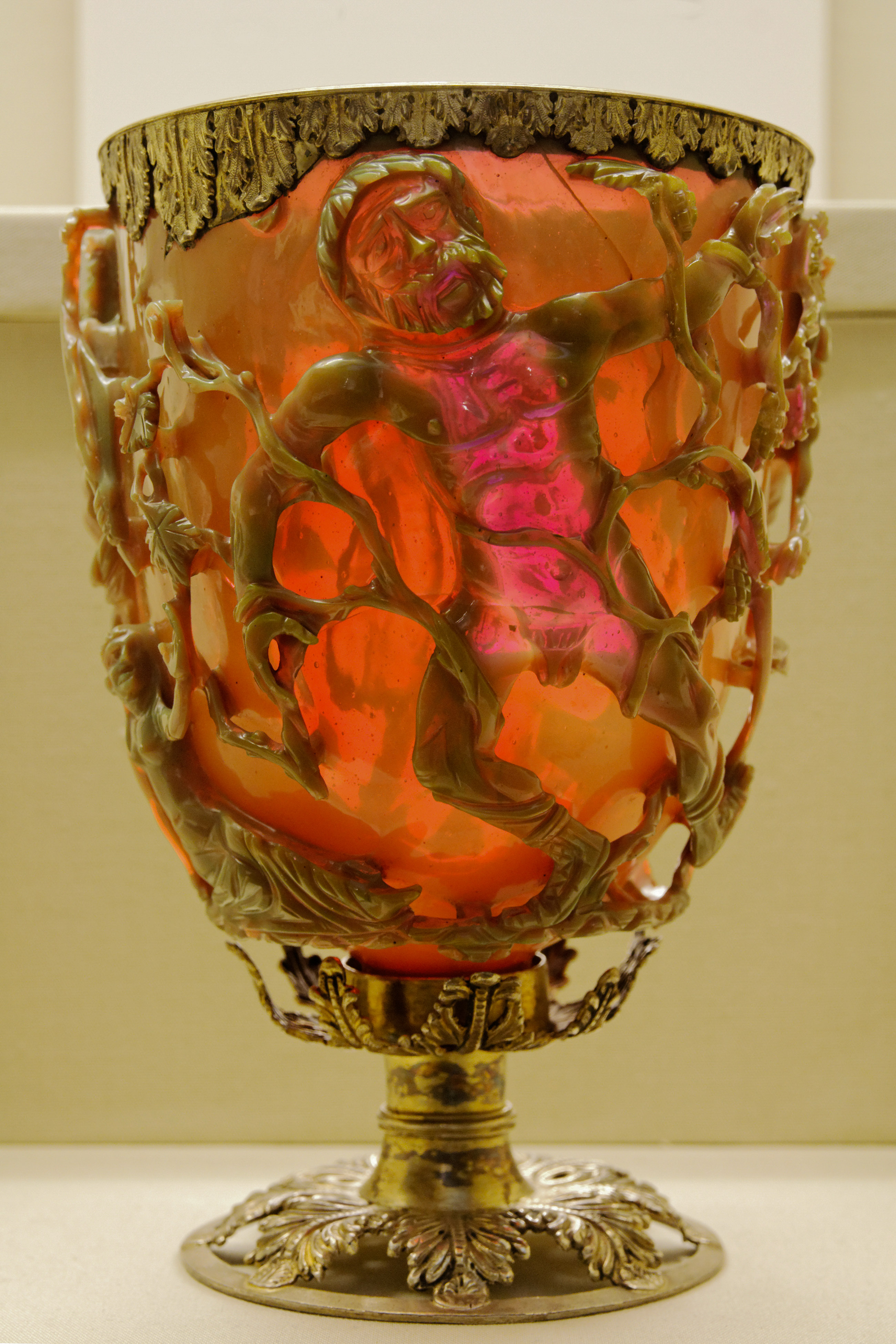
Vista de partes en ambos colores, y la variación del rojo.

### La fabricación
Al igual que otras piezas notables en vidrio romano existentes en el Museo Británico, tales como la vasija de Portland con camafeo en vidrio, la copa es un ejemplo en alguna medida de las habilidades desarrolladas por los talladores de gemas, o de rocas duras semipreciosas, para producir recipientes, que eran artes de lujo de enorme prestigio en la Antigua Roma.  No existen recipientes tallados en piedras comparables a ninguna de las dos obras, pero las habilidades de manejo del vidrio necesarias para su manufactura poseen características similares a las necesarias para la elaboración de objetos en piedras naturales como la Copa de los Ptolomeos o el Jarro Rubens. En efecto, no fue hasta los primeros estudios detallados de la copa en 1950 que se pudo determinar que el material utilizado es vidrio y no piedra, tema sobre el cual existían diferentes opiniones.
Es probable que tres talleres diferentes participaron de todo el proceso, tal vez ubicados no en la misma zona del imperio. Es posible que el vidrio haya sido inicialmente preparado en forma de un gran bloque de vidrio estándar claro, tal vez en Egipto o Palestina, ya que ambas regiones exportaban en grandes cantidades vidrio para postprocesar, y a veces colorear, en otras partes. El recipiente dicroico base probablemente fue fabricado en un taller especializado, para ser luego transferido a otro conformado por talladores especializados.  Este era sin dudas un objeto raro y muy costoso, y los secretos de su fabricación posiblemente no hayan sido completamente comprendidos por sus fabricantes.
Tiene varios daños pequeños; el más significativo es la ausencia de la cara de la pantera. Además la copa está fisurada; por ello el Museo Británico nunca ha quitado el anillo metálico.  El pie de la copa está dañado, y se desconoce la forma original de la base.  El Metropolitan Museum of Art, de Nueva York, posee un fragmento que mide 56 x 76 mm de un sátiro de una copa de jaula dicroica que cambia de tono del verde oliva a "ámbar rojizo".

## Iconografía

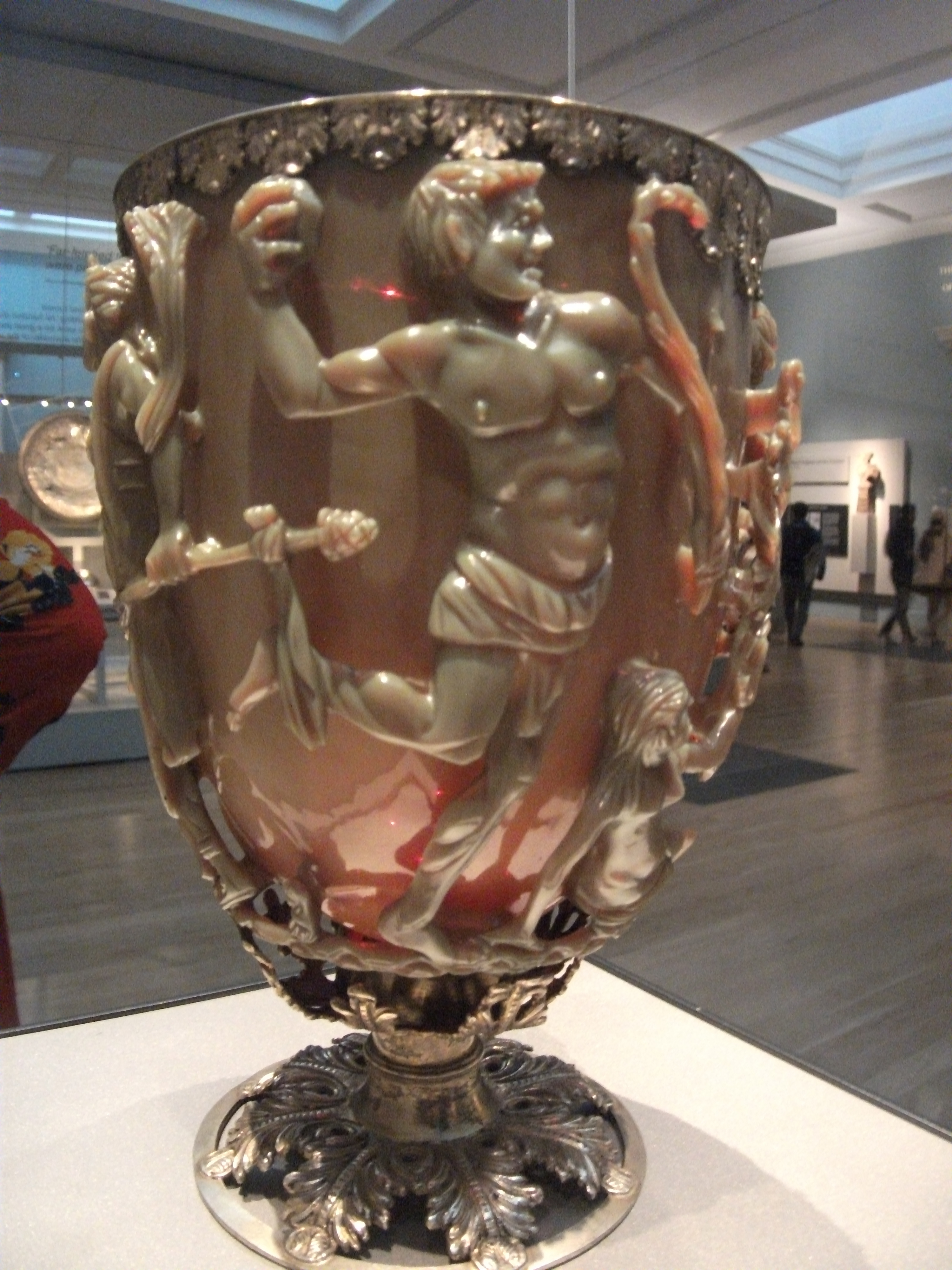
El sátiro con la roca, en el nuevo exhibidor construido en el 2014.

La figura de Licurgo, confinado por la vid y desnudo a excepción de sus botas, se encuentra flanqueada a la izquierda por una Ambrosia agachada, en una escala mucho menor. Detrás de ella uno de los sátiros de Dionisio (mostrado con una forma humana normal) se encuentra parado sobre un pie mientras se prepara para lanzar una roca de gran tamaño a Licurgo.  En su otra mano tiene un pedum o báculo de pastor.  A la derecha de Licurgo se encuentra primero una figura de Pan, y a sus pies se encuentra una pantera de aspecto canino, el compañero tradicional de Dionisio, falta la cara de la pantera pero presumiblemente estaba dormitando junto al rey,  y luego se encuentra el dios, burlándose de él con su brazo derecho extendido en un gesto de enojo.  Dionisio lleva en su mano un tirso, el bastón especial del dios y sus seguidores, y su vestimenta posee un aspecto Oriental, tal vez indio, reflejando la creencia (tal vez errónea) de los griegos de la antigüedad sobre el origen de este culto.  Falta la sección de la pantorrila de una pierna.  Una flámula que cuelga detrás de él desde su tirso se sobrepone al pie levantado del sátiro con la roca, completando el círculo de la copa.

Dioniso portando el tirso, un bastón sagrado de férula.

Se ha sugerido que esta escena no muy común era una referencia a la victoria de 324 del emperador Constantino I sobre su coemperador Licinio, quien fue asesinado en 325. Otra sugerencia es que el cambio de color de verde a rojo podía haber ser interpretado como evocando la maduración de las uvas rojas, por lo que había una sutil intención de mostrar una escena con el dios del vino. Es posible que la copa haya sido concebida con la intención de que sirviera para ser usada durante las celebraciones del culto a Baco, todavía una práctica común de la vida religiosa romana hacia el año 300. En una supuesta carta del emperador Adriano (d. 138) a su cuñado Lucio Julio Urso Serviano, mencionada en su biografía en la Historia Augusta, se señala el obsequio de dos copas dicroicas, que el autor del siglo IV había visto: "Te he enviado copas particoloreadas que cambias de color, que me fueran obsequiadas por el sacerdote de un templo. Las mismas están especialmente dedicada a ti y a mi hermana. Quisiera que las utilicen durante los banquetes que se realizan durante las fiestas."

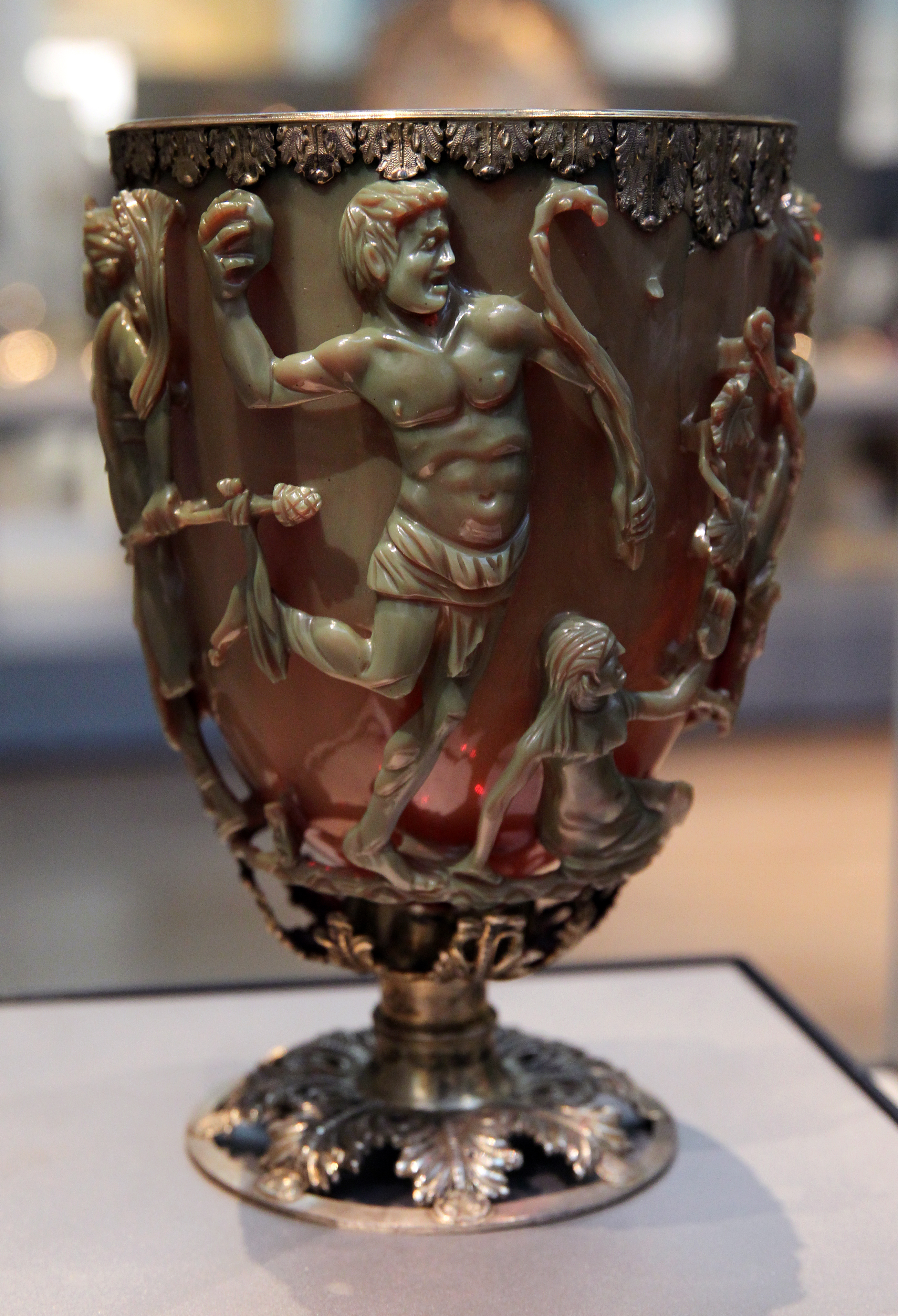
Un sátiro lanzando una roca a Licurgo y Ambrosia en el suelo.

En otras representaciones de la historia se suele mostrar a Licurgo atacando a Ambrosia, a menudo con un hacha de doble filo, mientras que sus acompañantes corren en su ayuda, o Licurgo solo enredado en la vid. La representación más parecida a la escena que se muestra en la taza es uno de los mosaicos del ábside en el triclinio en la Villa del Casale, Piazza Armerina, que podría referirse a Licurgo.  Existe otros mosaicos en Antioquia en el Orontes, y un grupo en un sarcófago del segundo siglo en la Villa Parisi en Frascati.  También existe un mosaico de suelo proveniente de Vienne, actualmente en el museo en Saint-Romain-en-Gal, en el que se lo muestra a Licurgo solo dentro de la vid. La escena precedente de Licurgo atacando a Ambrosia, corresponde a un mosaico de suelo en la Brading Roman Villa en la Isla de Wight.  Respecto a este y otros mosaicos similares, Martin Henig indicó: "En este tipo de casos, no se trata de paganismo popular simple sino de un conocimiento recóndito. Este es el tipo de religión esotérica que el Emperador Juliano, Simaco, Praetextatus, Macrobius y Proclus apreciaban.
La copa probablemente fue diseñada para beber en fiestas, o en celebraciones del culto a Baco, donde la ausencia de un pie, una característica que también se observa en otras copas jaula, puede significar que la misma era pasada de mano en mano, tal como a menudo se hacía con las copas lujosas en las culturas medievales. En forma alternativa otras copas jaula fueron utilizadas casi con seguridad, suspendidas a la manera de las lámparas de aceite, que permite lucir el efecto dicroico de la copa.

## Historia

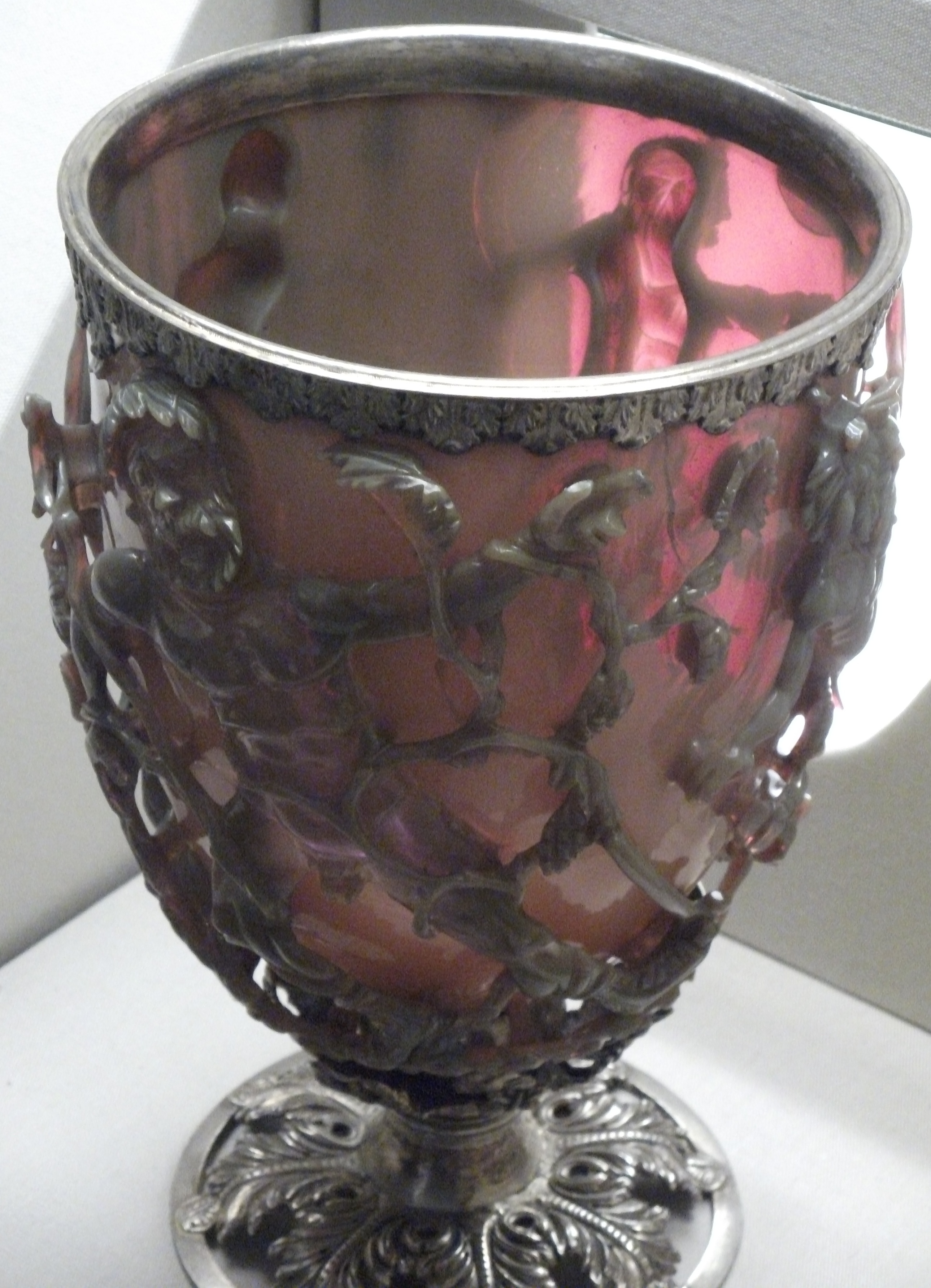
Vista mostrando su superficie interior y la fisura.

La copa "tal vez fabricada en Alejandría" o Roma hacia el 290-325,  mide 16.5 x 13.2 cm. Dado su excelente estado de conservación, es probable que, al igual que varios otros objetos romanos de lujo, nunca haya estado enterrada; a menudo este tipo de objetos terminaban dentro de algún relativamente seguro tesoro de iglesia. Alternativamente, es posible que al igual que varias otras copas jaula, haya sido recuperada de un sarcófago. El reborde de bronce dorado y el pie actuales fueron agregados hacia el 1800,  lo que podría significar que fue uno de los numerosos objetos tomados de los tesoros de las iglesias durante el periodo de la Revolución francesa y las Guerras revolucionarias francesas. El pie continúa el tema de la copa con hojas de vid, y el reborde posee formas de hojas con longitudes variables que se ajustan a las escenas en la copa. En 1958 el pie fue retirado por los conservadores del Museo Británico, y volvió a ser reintegrado en la copa en 1973. Es posible que haya tenido montajes anteriores al actual.
No se conoce la historia antigua de la copa; su primera mención está en un texto de 1845, en el que un escritor francés indica que la había visto "hace algunos años, en manos de M. Dubois". Esto probablemente fue poco antes de que fuera adquirida por la familia Rothschild. Estaba entre las procesiones de Lionel de Rothschild en 1857, cuando Gustav Friedrich Waagen la vio en su colección y la describió como "barbárica y sin valor". En 1862 Lionel la prestó para una exhibición en lo que es el hoy en día el Victoria and Albert Museum, y después permaneció guardada hasta 1950. En 1958 Victor, Lord Rothschild la vendió al Museo Británico por la suma de 20.000 libras esterlinas, 2.000 de los cuales fueron donados por el Art Fund (en ese entonces el NACF).
La copa forma parte de la colección del Departamento de Prehistoria y Europa del Museo, anteriormente estuvo expuesta iluminada desde atrás en el Recinto 50.  En el 2015 se la expuso en nuevo exhibidor de la donación Rothschild del Waddesdon Bequest en el Recinto 2A, con una fuente de luz en su interior que muestra en forma efectiva el cambio de color, aunque solo es posible apreciar un lado de la copa.  A partir de octubre del 2015 se la mudó al Recinto 41, al ser este abierto nuevamente.